# Don Alonso
Don Alonso es un barrio ubicado en el municipio de Utuado en el estado libre asociado de Puerto Rico. En el Censo de 2010 tenía una población de 900 habitantes y una densidad poblacional de 48,04 personas por km².

## Geografía
Don Alonso se encuentra ubicado en las coordenadas 18°18′31″N 66°38′16″O / 18.30861, -66.63778. Según la Oficina del Censo de los Estados Unidos, Don Alonso tiene una superficie total de 18,74 km², de la cual 18,2 km² corresponden a tierra firme y (2,83%) 0,53 km² es agua.

## Demografía
Según el censo de 2010, había 900 personas residiendo en Don Alonso. La densidad de población era de 48,04 hab./km². De los 900 habitantes, Don Alonso estaba compuesto por el 90,78% blancos, el 2,78% eran afroamericanos, el 4,67% eran de otras razas y el 1.78% pertenecían a dos o más razas. Del total de la población el 99.11% eran hispanos o latinos de cualquier raza.